# Indústria açucareira

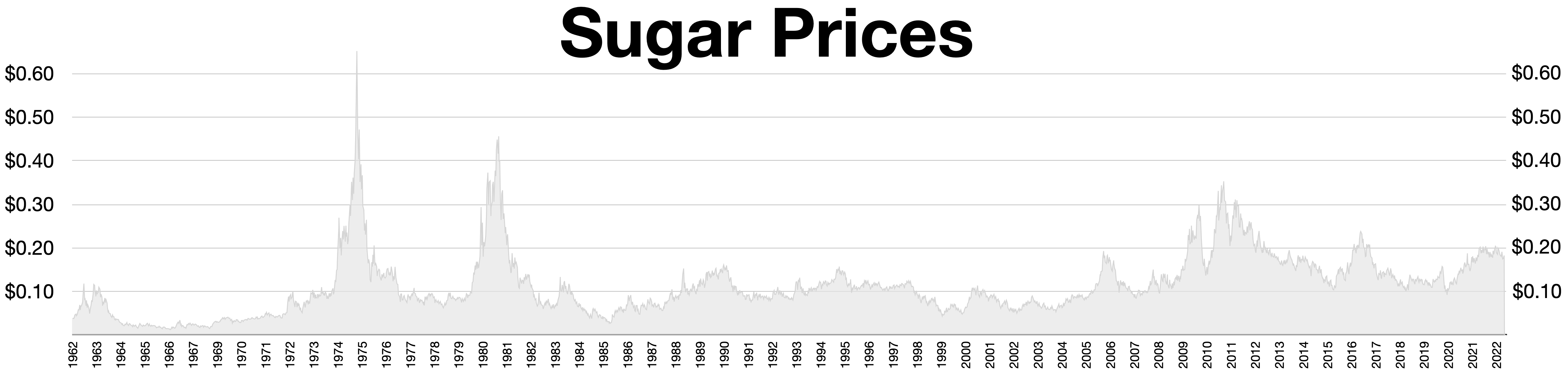
Preços do açúcar 1962-2022
USD por libra

A indústria açucareira engloba a produção, processamento e comercialização de açúcares (principalmente sacarose e frutose). Globalmente, a maior parte do açúcar é extraída da cana-de-açúcar (~80% predominantemente nos trópicos) e da beterraba sacarina (~20%, principalmente em climas temperados, como nos Estados Unidos ou na Europa).

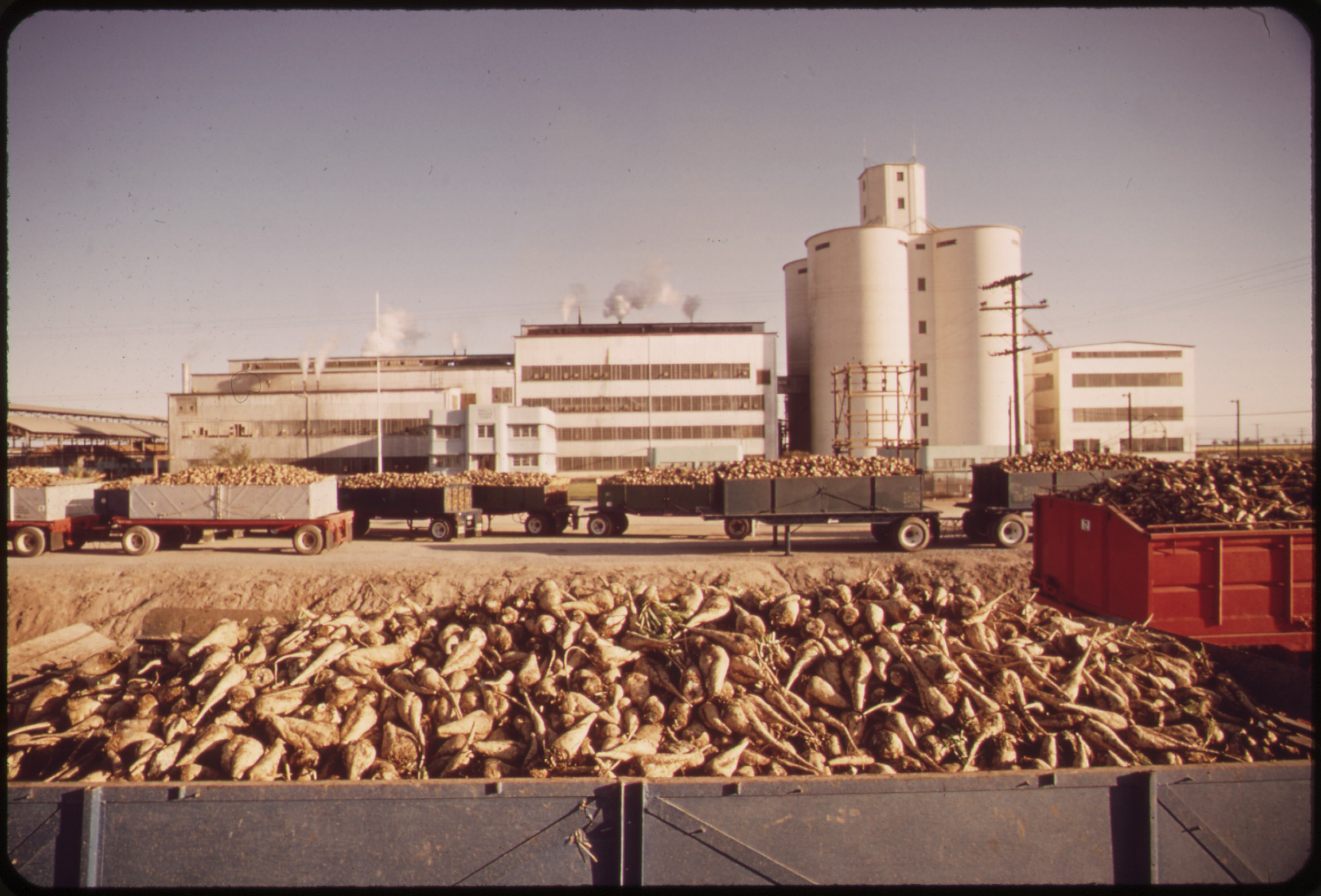
Beterraba sacarina aguardando processamento na fábrica da Holly Sugar Corporation perto de Brawley, Califórnia, em 1970

O açúcar é usado em refrigerantes, bebidas açucaradas, alimentos de conveniência, fast food, doces, confeitaria, produtos assados e outros alimentos açucarados. A cana-de-açúcar é utilizada na destilação da cachaça.
Vários países subsidiam o açúcar. Globalmente, em 2018, foram produzidas cerca de 185 milhões de toneladas de açúcar, lideradas pela Índia com 35,9 milhões de toneladas, seguida pelo Brasil e pela Tailândia. Existem mais de 123 países produtores de açúcar, mas apenas 30% da produção é comercializada no mercado internacional.

## Mercado
Os subsídios ao açúcar fizeram com que os custos de mercado do açúcar ficassem bem abaixo do custo de produção. Em 2019, 3/4 da produção mundial de açúcar não era comercializada no mercado aberto. O Brasil controla metade do mercado global, pagando a maior parte (US$ 2,5 bilhões por ano) em subsídios à sua indústria açucareira.
O sistema açucareiro dos EUA é complexo e utiliza apoios aos preços, quotas de comercialização interna e quotas tarifárias. Apoia diretamente os processadores de açúcar, em vez dos agricultores que cultivam culturas de açúcar. O governo dos EUA também utiliza tarifas para manter o preço interno do açúcar nos EUA 64% a 92% superior ao preço do mercado mundial, custando aos consumidores americanos 3,7 mil milhões de dólares por ano. Uma proposta política de 2018 para eliminar as tarifas do açúcar, denominada "Zero por Zero", está atualmente (março de 2018) perante o Congresso dos EUA.
A União Europeia (UE) é um dos principais exportadores de açúcar. A Política Agrícola Comum da UE costumava estabelecer cotas máximas para produção e exportação, e vendas subsidiadas de açúcar com um preço mínimo garantido pela UE. Grandes tarifas de importação também foram usadas para proteger o mercado. Em 2004, a UE gastava 3,30 euros em subsídios para exportar açúcar no valor de 1 euro, e alguns processadores de açúcar, como a British Sugar, tinham uma margem de lucro de 25%.
Um relatório de 2004 da Oxfam chamou os subsídios ao açúcar da UE de "dumping" e disse que prejudicam os pobres do mundo. Uma decisão da Organização Mundial do Comércio (OMC) contra o sistema de quotas e subsídios da UE em 2005-2006 forçou a UE a reduzir o seu preço mínimo e as suas quotas e a parar de fazer compras de intervenção. A UE aboliu algumas quotas em 2015, mas os preços mínimos permanecem. As tarifas também persistem para a maioria dos países. Em 2009, a UE concedeu aos Países Menos Desenvolvidos (PMD) acesso com tarifa zero ao mercado da UE.
A partir de 2018, Índia, Tailândia e México também subsidiam o açúcar.

## Jogadores globais
As 10 maiores empresas produtoras de açúcar com base na produção em 2010:
| Classificação | Empresa                   | Produção 2010/11 [Mt] | País          |
| ------------- | ------------------------- | --------------------- | ------------- |
| 1.            | Südzucker                 | 4.2                   | Alemanha      |
| 2.            | Cosan                     | 4.1                   | Brasil        |
| 3.            | British Sugar             | 3.9                   | Reino Unido   |
| 4.            | Tereos Internacional      | 3.6                   | França        |
| 5.            | Mitr Phol                 | 2.7                   | Tailândia     |
| 6.            | Nordzucker                | 2,5                   | Alemanha      |
| 7.            | Louis Dreyfus             | 1,8                   | Países Baixos |
| 8.            | Wilmar Internacional      | 1,5                   | Singapura     |
| 9.            | Thai Roong Ruang Group    | 1,5                   | Tailândia     |
| 10.           | Turkiye Seker Fabrikalari | 1,34                  | Turquia       |

A indústria global do açúcar tem uma baixa concentração de participação de mercado. Os quatro maiores produtores de açúcar respondem por menos de 20,0% do mercado.

## Produtos
- Açúcar líquido
- Melaço
- Álcool de açúcar
- Açúcar em pó

## Lobby e marketing
A indústria açucareira envolve-se na comercialização e no lobby do açúcar, minimizando os efeitos adversos do açúcar para a saúde – obesidade e cáries dentárias – e influenciando a investigação médica e as recomendações de saúde pública.